# Cadillac-en-Fronsadais
Cadillac-en-Fronsadais egy francia település Gironde megyében az Aquitania régióban. Lakosainak száma 1341 fő (2022. január 1.).

## Adminisztráció
Polgármesterek:
- 2001–2014 Claude Méfiant
- 2014–2020 Jacques Combillet

## Demográfia
| Lakosok száma | 453  | 774  | 899  | 1049 | 1269 | 1267 | 1249 | 1331 | 1350 | 1341 |
|               | 1968 | 1982 | 1990 | 2006 | 2013 | 2015 | 2017 | 2019 | 2020 | 2022 |

## Fordítás
- Ez a szócikk részben vagy egészben  a   Cadillac-en-Fronsadais című francia Wikipédia-szócikk fordításán alapul.  Az eredeti cikk szerkesztőit annak laptörténete sorolja fel. Ez a jelzés csupán a megfogalmazás eredetét és a szerzői jogokat jelzi, nem szolgál a cikkben szereplő információk forrásmegjelöléseként.